# 2007年4月逝世人物列表
2007年逝世人物列表：1月 - 2月 - 3月 - 4月 - 5月 - 6月 - 7月 - 8月 - 9月 - 10月 - 11月 - 12月
2007年4月逝世人物列表，是用于汇总2007年4月期间逝世人物的列表。

## 依日期排序

### 1日
- 劳丽·贝克（Laurie Baker），90歲，英國出生的印度建築師。[1]
- 約翰·比林斯（John Billings），89歲，澳大利亞比林斯排卵法的共同開發者。[2]
- 諾曼·巴特勒（Norman Butler），76歲，英國板球運動員。[3]
- 赫伯·卡尼爾（Herb Carneal），83歲，美國體育解說員，明尼蘇達雙胞胎美國職業棒球大聯盟球隊的廣播員，充血性心力衰竭。[4]
- Driss Chraibi，80歲，摩洛哥作家。[5]
- Char Fontane，55歲，美國女演員（Joe & Valerie，The Punisher，Pearl）和歌手，乳腺癌。 [6]
- Lou Limmer，82歲，美國棒球運動員（費城田徑隊）。[7]
- 塞勒姆·路德維希（Salem Ludwig），91歲，美國演員（《不忠》《家族企業》《野蠻人》）。[8]
- Sally Merchant，88歲，加拿大廣播員和政治家，癌症。[9]
- 漢娜·尼達爾（Hannah Nydahl），61歲，丹麥藏傳佛教教師，丈夫奧勒·尼達爾（Ole Nydahl）的翻譯，患有肺癌和腦癌。[10]
- Screechy Peach，47歲，美國歌手和詞曲作者，乳腺癌。[11]
- 拉迪斯拉夫·裡奇曼（Ladislav Rychman），84歲，捷克電影導演，心臟病發作。[12]
- George Sewell，82歲，英國演員（Get Carter，Barry Lyndon，Doctor Who），癌症。[13]
- 埃利奧特·斯金納（Elliott Skinner），82歲，美國學者和前大使，心力衰竭。[14]

### 2日
- B. K. Anand，89歲，印度生理學家和藥理學家。[15]
- 威廉·貝克爾（William W. Becker），85歲，美國6號連鎖汽車旅館（Motel 6）的聯合創始人，心臟病發作。[16]
- 珍妮特·布盧姆菲爾德（Janet Bloomfield），53歲，英國活動家，核裁軍運動主席（1993-1996），感染性休克。[17]
- 珍妮·費裡斯（Jeannie Ferris），66歲，澳大利亞參議員，卵巢癌。[18]
- 亨利·李·吉克拉斯，96歲，美國天文學家。[19]
- 保罗·里德（Paul Reed），97歲，美國喜劇演員和演員（《54號車》《你在哪裡》），心力衰竭。[20]
- Tadjou Salou，32歲，多哥國際足球運動員，長期患病。[21]

### 3日
- Marion Eames，85歲，英國小說家（《密室》）。[22]
- 沃爾特·盧特雷爾爵士，87歲，英國軍官和公務員。[23]
- 羅賓·蒙哥馬利-查靈頓，91歲，英國1952年大獎賽車手。[24]
- 邁克爾·約瑟夫·墨菲（Michael Joseph Murphy），91歲，美國羅馬天主教主教，伊利主教（1982-1990）。[25]
- 沃爾特·尼克斯（Walter Nicks），81歲，美國舞蹈家和編舞家。[26]
- 湯瑪斯·哈爾·菲力浦斯，84歲，美國小說家和編劇。[27]
- 佐爾坦·龐格拉茨，95歲，匈牙利作曲家和指揮家。[28]
- 比爾·羅賓遜（Bill Robinson），88歲，美國水手和作家。[29]
- 埃迪·羅賓遜（Eddie Robinson），88歲，美國大學橄欖球教練（格蘭布林州立大學），阿爾茨海默病。[30]
- 伯特·托珀（Burt Topper），78歲，美國編劇、電影導演和電影製片人，肺衰竭。[31]
- 龔如心，69歲，香港女商人，亞洲首富。[32]

### 4日
- 賈吉特·辛格·喬漢（Jagjit Singh Chauhan），80歲，印度錫克教分離主義領導人，心臟病發作。[33]
- 鮑伯·克拉克（Bob Clark），67歲，美國電影導演（《聖誕故事》《豬肉》《天才寶貝》），車禍。[34]
- Brian Fahey，87歲，英國作曲家和音樂總監。[35]
- 雷金納德·富勒（Reginald H. Fuller），92歲，英國出生的聖經學者和聖公會牧師，髖部骨折的併發症。[36]
- 特裡·霍爾（Terry Hall），80歲，英國口技師和兒童電視節目主持人。[37]
- 愛德華·馬婁裡（Edward Mallory），76歲，美國電視演員（《我們的日子》）。[38]
- Datuk K. Sivalingam，59歲，馬來西亞政治家，心臟病發作。[39]
- J. Kutty，印度舞蹈家和演員，意外摔倒。[40]
- 凱倫·斯佩克·鐘斯（Karen Spärck Jones），71歲，英國劍橋大學計算機與資訊名譽教授，癌症。[41]
- 瑪格麗特·托爾-湯普森（Margaret Tor-Thompson），44歲，利比里亞政治家，乳腺癌患者。[42]

### 5日
- 瑪麗亞·格裡普（Maria Gripe），83歲，瑞典作家。[43]
- 湯瑪斯·斯托爾茨·哈威（Thomas Stoltz Harvey），94歲，美國病理學家。[44]
- Leela Majumdar，99歲，印度孟加拉文兒童作家。[45]
- Mark St. John，51歲，美國吉他手（KISSs，White Tiger），腦出血。[46]
- Ali Sriti，88歲，突尼西亞烏迪主義者。[47]
- 達里爾·斯汀利（Darryl Stingley），55歲，美式橄欖球運動員，支氣管肺炎。[48]
- Poornachandra Tejaswi，68歲，卡納達語印度作家和小說家，心臟驟停。[49]

### 6日
- 埃爾沃德·托馬斯·佈雷迪，60歲，美國商人和政治家。[50]
- 路易吉·科門西尼（Luigi Comencini），90歲，義大利電影導演。[51]
- 斯坦·丹尼爾斯（Stan Daniels），72歲，加拿大作家和製片人（《計程車》《瑪麗·泰勒·摩爾秀》《約翰尼·卡森主演的今夜秀》），心力衰竭。[52]
- 科林·格雷厄姆（Colin Graham），75歲，英國歌劇、戲劇和電視導演，心臟驟停。[53]
- 喬治·詹金斯（George C. Jenkins），98歲，美國製片設計師（《總統的男人》、《蘇菲的選擇》、《假定無辜》），奧斯卡獎得主（1977年），心力衰竭。[54]
- 約瑟夫·科斯（Józef Kos），106歲，波蘭士兵，德國最後六名第一次世界大戰退伍軍人之一。[55]
- Jill McGown，59歲，英國懸疑作家。[56]
- 詹姆斯·麥吉尼斯（James McGuinness），81歲，英國神父，諾丁漢主教（1974-2000）。[57]
- 雷蒙德·墨菲（Raymond G. Murphy），77歲，朝鮮戰爭期間的美國榮譽勳章獲得者。[58]
- 傑夫·烏倫（Jeff Uren），81歲，英國賽車手。[59]

### 7日
- 內維爾·杜克（Neville Duke），85歲，英國二戰戰鬥機飛行員。[60]
- 瑪麗亞·岡薩爾沃，85歲，巴塞羅那足球俱樂部的西班牙隊長，西班牙國際足球運動員。[61]
- 約翰尼·哈特（Johnny Hart），76歲，美國漫畫家（不列顛哥倫比亞省，《智者巫師》），中風。[62]
- 溫·希基，94歲，美國社交名媛，政治家，懷俄明州第一夫人，也是懷俄明州參議院首批任職的女性之一。[63]
- 布萊恩·米勒（Brian Miller），70歲，英國足球運動員，效力於伯恩利和英格蘭。[64]
- 奧托·納茨勒（Otto Natzler），99歲，美國陶瓷和上釉大師，癌症。[65]
- 巴里·尼爾森（Barry Nelson），89歲，美國演員（《閃亮的我最愛的丈夫》《機場》）。[66]

### 8日
- 查理斯·貝恩（Charles Bain），93歲，特立尼達西印度板球測試裁判。[67]
- 娜塔莉亞·克萊爾（Natalia Clare），87歲，美國芭蕾舞演員和教練，中風併發症。[68]
- 阿薩德·阿曼納特·阿裡·汗（Asad Amanat Ali Khan），51歲，巴基斯坦歌手，心臟病發作。[69]
- 維克多·克尼爾（Victor Kneale），89歲，馬恩島眾議院議長（1990-1991）。[70]
- 索爾·勒維特（Sol LeWitt），78歲，美國藝術家，因在概念主義和極簡主義運動中的作用而聞名，癌症。[71]
- 比爾·梅舍爾（Bill Mescher），79歲，美國政治家，1993年任南卡羅來納州參議院議員，中風去世。[72]

### 9日
- 弗洛倫斯·阿羅史密斯，102歲，英國婚姻紀錄保持者。[73]
- 埃貢·邦迪（Egon Bondy），77歲，捷克哲學家和詩人。[74]
- AJ Carothers，75歲，美國劇作家和電視編劇，癌症。[75]
- 鮑勃·科茨（Bob Coats），82歲，英國經濟史學家。[76]
- Alain Etchegoyen，55歲，法國哲學家，癌症。[77]
- 邁克爾·福克斯爵士，85歲，英國法官，上訴大法官（1981-1992）。[78]
- Dorrit Hoffleit，100歲，美國研究天文學家，癌症。[79]
- 馬克·蘭福德（Mark Langford），42歲，英國商人，事故集團前負責人，車禍。[80]
- 菲力浦·梅恩（Philip Mayne），107歲，英國軍官，第一次世界大戰中最後一位倖存的英國軍官。[81]
- Harry Rasky，78歲，加拿大紀錄片製片人，心力衰竭。[82]

### 10日
- 凱文·克雷斯（Kevin Crease），70歲，澳大利亞電視新聞播報員，癌症。[83]
- 沃爾特·亨德爾（Walter Hendl），90歲，美國指揮家，患有心臟和肺部疾病。[84]
- 拉爾夫·海伍德（Ralph Heywood），85歲，美式足球運動員。[85]
- Awdy Kulyýew，70歲，土庫曼流亡政治家和外交部長（1990-1992），胃部手術併發症。[86]
- 喬治·穆薩勒姆，99歲，加拿大政治家和商人。[87]
- 薩爾瓦多·斯卡皮塔（Salvatore Scarpitta），88歲，美國雕塑家，糖尿病併發症。[88]
- 達科塔·斯塔頓（Dakota Staton），76歲，美國爵士歌手，長期患病。[89]

### 11日
- 羅斯科·李·布朗（Roscoe Lee Browne），84歲，美國演員（《考斯比秀》《肥皂劇》《寶貝》），艾美獎得主（1986年），胃癌。[90]
- 詹姆斯·李·克拉克（James Lee Clark），38歲，美國殺人犯，注射死刑。[91]
- Loïc Leferme，36歲，法國自由潛水夫，溺水身亡。[92]
- Warren E. Preece，85歲，《大英百科全書》的美國編輯（1964-1975），心力衰竭。[93]
- 羅納德·斯皮爾斯（Ronald Speirs），86歲，美國二戰第506步兵團Easy Company指揮官。[94]
- 沃倫·斯特雷洛（Warren Strelow），73歲，1980年冬奧會金牌隊（冰上奇跡）的美國冰球守門員教練。[95]
- 库尔特·冯内古特（Kurt Vonnegut），84歲，美國小說家（《五號屠宰場》）和社會評論家，因跌倒而腦部受傷。[96]

### 12日
- Kelsie B. Harder，84歲，美國名字專家，充血性心力衰竭。[97]
- Len Hill，65歲，格拉摩根的英國板球運動員和紐波特縣的足球運動員。[98]
- James K. Lyons，46歲，美國電影剪輯師（《遠離天堂》、《處女自殺》），鱗狀細胞癌。[99]
- 皮埃爾·普羅布斯特（Pierre Probst），93歲，法國童書作家和插畫家。[100]
- 小桑尼·華納（Little Sonny Warner），77歲，美國歌手，憑藉“There's Something on Your Mind”獲得金唱片。[101]

### 13日
- 比爾吉塔·阿爾曼（Birgitta Arman），86歲，瑞典女演員。[102]
- 瑪麗·克萊（Marie Clay），81歲，紐西蘭世界知名的掃盲專家，在短暫的疾病之後。[103]
- Nathan Heffernan，86歲，美國法官，威斯康星州最高法院首席大法官（1983-1995）。[104]
- 漢斯·科寧（Hans Koning），85歲，荷蘭出生的作家和記者。[105]
- 喬·萊恩（Joe Lane），80歲，澳大利亞bebop爵士歌手。[106]
- 史蒂夫·馬洛維奇（Steve Malovic），50歲，美籍以色列籃球運動員，心臟病發作。[107]
- 威爾瑪·伊莉莎白·麥克丹尼爾（Wilma Elizabeth McDaniel），88歲，美國詩人，曾寫過關於沙塵暴的文章。[108]
- 尼爾·皮卡德（Neil Pickard），78歲，澳大利亞政治家。[109]
- Capil Rampersad，46歲，特立尼達和多巴哥板球運動員。[110]
- 喬伊·雷（Joie Ray），83歲，美國開輪賽車手，呼吸衰竭。[111]
- Don Selwyn，71歲，紐西蘭演員兼導演，腎臟感染併發症。[112]
- Marion Yorck von Wartenburg，102歲，德國二戰抵抗戰士。[113]

### 14日
- 拉迪斯拉夫·阿達梅克，80歲，捷克共產主義政治家，捷克斯洛伐克社會主義共和國總理（1988-1989）。[114]
- 羅伯特·巴克（Robert Buck），93歲，美國飛行員，十幾歲時創下了多項航空記錄，因跌倒而出現併發症。[115]
- June Callwood，82歲，加拿大記者和活動家，癌症。[116]
- 鮑比·克拉姆（Bobby Cram），67歲，英國足球運動員，效力於西布羅姆維奇和科爾賈斯特聯隊。[117]
- Don Ho，76歲，美國夏威夷音樂家和藝人，心力衰竭。[118]
- Jim Jontz，55歲，來自印第安那州的美國國會議員（1987-1993），結腸癌。[119]
- 梅雷迪思·克萊恩（Meredith Kline），84歲，美國神學家和舊約學者。[120]
- 威廉·門斯特（William Menster），94歲，美國天主教神父，第一位訪問南極洲的神職人員。[121]
- 勒內·雷蒙德（René Rémond），88歲，法國歷史學家和院士。[122]
- 邁克·雷諾茲（Mike Reynolds），英國環保主義者。[123]
- 赫爾曼·萊利（Herman Riley），73歲，美國男高音薩克斯爵士樂演奏家，心力衰竭。[124]
- 奧黛麗·桑托（Audrey Santo），23歲，美國腦損傷女孩，聲稱自己創造了奇跡，心肺衰竭。[125]
- 吉姆·瑟曼（Jim Thurman），72歲，美國兒童電視編劇，芝麻街“小超級傢伙”的配音，生病。[126]
- 邁克·韋伯（Mike Webb），51歲，美國電臺名人，被刺傷。[127]
- 弗蘭克·韋斯特海默（Frank Westheimer），95歲，美國化學家。[128]

### 15日
- 派特裡夏·巴克利（Patricia Buckley），80歲，加拿大出生的社交名媛和籌款人，小威廉·巴克利（William F. Buckley， Jr.）的妻子，長期患病後感染。[129]
- 許世旭，54歲，韓國抗議者，反對美韓自由貿易協定，自焚燒傷後感染性休克。[130]
- 布蘭特·派克（Brant Parker），86歲，美國漫畫家（《智者奇才》）。[131]
- 賈斯汀·桑德斯（Justine Saunders），54歲，澳大利亞女演員，癌症。[132]
- Peter Tsiamalili，54歲，巴布亞紐幾內亞布幹維爾自治區第一任行政長官。[133]
- 唐納德·圖津（Donald Tuzin），62歲，美國人類學家，美拉尼西亞文化的主要權威，肺動脈高壓。[134]

### 16日
- 弗蘭克·貝特森（Frank Bateson），97歲，紐西蘭天文學家和作家。[135]
- Tran Bach Dang，81歲，越南記者和政治家。[136]
- 羅伯特·德斯巴茨（Robert Desbats），85歲，法國自行車手。[137]
- Gaetan Duchesne，44歲，加拿大NHL球員（1981-1995），心臟病發作。[138]
- 羅伯特·鐘斯（Robert Jones），56歲，英國保守黨政治家（1983-1997年國會議員），約翰·梅傑（John Major）政府部長，肝癌。[139]
- 瑪麗亞·倫克，92歲，巴西奧運游泳運動員（1932年，1936年），主動脈瘤破裂。 [140]
- Jack Wiebe，70歲，加拿大政治家，薩斯喀徹溫省副省長（1994-2000），參議員（2000-2004），肺癌。[141]
- 在弗吉尼亚理工大学校园枪击案中喪生的著名人物：
  - 傑米·畢曉普（Jamie Bishop），35歲，加拿大德語講師，殺人罪。[142]
  - 赵承熙，23歲，韓國大屠殺犯和學生，被槍殺。[143]
  - Jocelyne Couture-Nowak，49歲，加拿大法語講師，殺人案。[144]
  - 凱文·格拉納塔（Kevin Granata），45歲，美國工程學副教授，兇殺案。[145]
  - 利維烏·利布雷斯庫（Liviu Librescu），76歲，羅馬尼亞出生的工程學教授，大屠殺倖存者，兇殺案。[146]
  - G. V. Loganathan，50歲，印度出生的工程學教授，殺人罪。[147]

### 17日
- 奈爾·貝洛（Nair Bello），75歲，巴西女演員，心力衰竭。[148]
- 阿奇·坎貝爾（Archie Campbell），65歲，加拿大法學家。[149]
- 詹姆斯·大衛斯（James B. Davis），90歲，迪克西蜂鳥（Dixie Hummingbirds）的美國創始人，心力衰竭。[150]
- 史蒂文·德魯尼安（Steven Derounian），89歲，保加利亞出生的美國紐約州共和黨眾議員（1953-1965）。[151]
- Len Fitzgerald，76歲，澳大利亞足球運動員，癌症。[152]
- 凱蒂·卡萊爾（Kitty Carlisle），96歲，美國女演員（《歌劇之夜》），電視名人（《說實話》）和歌手，心力衰竭。[153]
- 布魯斯·哈斯林登（Bruce Haslingden），84歲，澳大利亞奧運越野滑雪運動員，葡萄球菌感染。[154]
- 雷蒙德·凱爾貝爾（Raymond Kaelbel），75歲，法國國際足球運動員。
- Leyly Matine-Daftary，70歲，伊朗藝術家。[155]
- Chauncey Starr，95歲，美國電氣工程師，核能領域的先驅。[156]
- 葛籣·薩頓（Glenn Sutton），69歲，美國鄉村詞曲作者和唱片製作人，心臟病發作。[157]

### 18日
- Josy Gyr-Steiner，57歲，瑞士政治家。[158]
- 伊藤一長，61歲，日本長崎市長，槍擊事件。[159]
- 安德列·克瓦什紮克，70歲，斯洛伐克足球運動員，肺癌。[160]
- 哈里·米勒（Harry Miller），83歲，美國棒球運動員。[161]
- 阿爾文·羅斯（Alvin Roth），92歲，美國合同橋牌冠軍。[162]
- 唐納德·斯蒂芬斯（Donald Stephens），79歲，美國伊利諾伊州羅斯蒙特市長期市長，胡梅爾雕像博物館創始人，胃癌。[163]
- 托尼·蘇亞雷斯（Tony Suarez），51歲，美國足球運動員（卡羅萊納·萊特寧，克利夫蘭力量），1981年年度最佳新秀[164]
- 迪克·沃斯伯格（Dick Vosburgh），77歲，美國出生的喜劇作家和作詞家，癌症。[165]

### 19日
- 肯·阿爾伯斯（Ken Albers），82歲，美國歌手（The Four Freshmen）。[166]
- 安東尼·布魯克斯（Anthony Brooks），85歲，英國特工，在諾曼底入侵后領導法國抵抗運動破壞者，胃癌。[167]
- 讓-皮埃爾·卡塞爾（Jean-Pierre Cassel），74歲，法國演員，癌症。[168]
- 德莫特·奇切斯特，第七代多尼格爾侯爵，91歲，愛爾蘭士兵和貴族。[169]
- 瑪麗·希克斯（Marie Hicks），83歲，美國民權活動家，帕金森病併發症。[170]
- 喬治·洛吉-史密斯，92歲，澳大利亞音樂家。[171]
- Worth McDougald，82歲，美國新聞教育家，皮博迪獎主任（1963-1991），心力衰竭。[172]
- Bohdan Paczyński，67歲，波蘭天體物理學家，腦瘤。[173]
- Leszek Suski，77歲，波蘭奧運擊劍運動員。[174]
- 海倫·沃爾頓（Helen Walton），87歲，沃爾瑪創始人山姆·沃爾頓（Sam Walton）的美國遺孀，自然原因。[175]
- 喬治·韋伯斯特（George D. Webster），61歲，美式足球運動員。[176]

### 20日
- 耶胡達·梅爾·阿布拉莫維奇，92歲，以色列阿古達特以色列總書記（1972-1981）。[177]
- 奧黛麗·費根（Audrey Fagan），44歲，愛爾蘭出生的澳大利亞聯邦員警局助理局長，疑似上吊自殺。[178][179]
- 弗雷德·菲什（Fred Fish），54歲，美國計算機程式師，以GNU調試器而聞名。[180]
- 傅铁山，75歲，中國天主教愛國會北京主教，癌症患者。[181]
- 安德魯·希爾，75歲，美國爵士鋼琴家和作曲家，肺癌。[182]
- Jan Kociniak，69歲，波蘭演員。[183]
- 威廉·菲力浦斯（William Phillips），60歲，美國工程師，約翰遜航太中心槍擊槍手，槍擊自殺。[184]
- 羅伯特·羅森塔爾（Robert Rosenthal），89歲，美國傑出的二戰飛行員和律師，多發性骨髓瘤。[185]

### 21日
- Boscoe Holder，85歲，特立尼達舞蹈家、編舞家和畫家。[186]
- 喬治·霍華德（George Howard， Jr.），82歲，美國聯邦法官。[187]
- 詹姆斯·哈姆潘達·考魯馬（James Hamupanda Kauluma），75歲，納米比亞主教和自由鬥士，前列腺癌。[188]
- C. Bruce Littlejohn，93歲，美國法學家，南卡羅來納州首席大法官。[189]
- Lobby Loyde，65歲，澳大利亞搖滾吉他手（Billy Thorpe & the Aztecs），肺癌。[190]
- 帕里·奥布赖恩（Parry O'Brien），75歲，1952年和1956年奧運會美國鉛球冠軍，心臟病發作。[191]
- Art Saaf，85歲，美國漫畫家（Sheena，Queen of the Jungle），帕金森病。[192]
- 布魯斯·范·西克爾（Bruce Van Sickle），90歲，美國聯邦法官（1971-2002），阿爾茨海默病。[193]
- 唐·懷特（Don White），81歲，英國橄欖球聯盟球員和教練。[194]

### 22日
- 露絲·弗蘭肯伯格（Ruth Frankenberg），49歲，英國社會學家，肺癌。[195]
- 雷蒙德·霍芬伯格爵士（Sir Raymond Hoffenberg），84歲，南非出生的內分泌學家，RCP主席（1983-1989）和BHF主席。[196]
- Karl Holzamer，100歲，德國ZDF電視頻道創始人兼總經理。[197]
- 胡安妮塔·米倫德-麥克唐納（Juanita Millender-McDonald），68歲，美國民主黨眾議員（加利福尼亞州），眾議院管理委員會主席，癌症。[198]
- Conchita Montenegro，94歲，西班牙女演員。[199]
- 安妮·皮托尼亞克（Anne Pitoniak），85歲，美國女演員（《野餐》《夜晚》《母親》《不忠》），癌症。[200]

### 23日
- 沃爾特·巴雷斯（Walter Bareiss），87歲，德裔美國藝術收藏家，心力衰竭。[201]
- 托尼·布裡奇（Tony Bridge），92歲，英國聖公會牧師，吉爾福德學院院長（1968-1986）。[202]
- 保羅·厄德曼（Paul Erdman），74歲，美國經濟學家、銀行家和作家。[203]
- 大衛·哈伯斯坦（David Halberstam），73歲，美國普利策獎得主、記者和作家，車禍。[204]
- 阿克塞爾·馬德森（Axel Madsen），77歲，美國傳記作家，胰腺癌。[205]
- Michael Smuin，68歲，美國芭蕾舞演員、編舞和導演，心臟病發作。[206]
- 鲍里斯·叶利钦，76歲，俄羅斯政治家，俄羅斯聯邦第一任總統（1991-1999），心力衰竭。[207]

### 24日
- 沃倫·阿維斯（Warren Avis），91歲，美國安飛士租車系統（Avis Rent a Car System）創始人和房地產開發商。[208]
- 艾達·R·胡斯（Ida R. Hoos），94歲，美國社會學家和系統分析批評家，肺炎。[209]
- 羅伊·詹森（Roy Jenson），80歲，加拿大演員（《唐人街》《索倫特·格林》《我們曾經的樣子》），癌症。[210]
- 吉姆·墨蘭（Jim Moran），88歲，美國汽車轉銷商和慈善家。[211]
- 詹姆斯·理查茲（James Richards），58歲，美國獸醫和貓科動物專家，在躲避貓時發生摩托車事故。[212]
- 凱特·沃爾什（Kate Walsh），60歲，愛爾蘭進步民主党參議員。[213]
- 羅伯特·M·華納（Robert M. Warner），79歲，美國檔案管理員，曾領導國家檔案和記錄管理局，心臟病發作。[214]

### 25日
- 愛德華·阿斯特利（Edward Astley），第22代黑斯廷斯男爵（Baron Hastings），95歲，英國地主和政治家。[215]
- 艾倫·鮑爾（Alan Ball），61歲，英國足球運動員，1966年英格蘭世界杯冠軍隊最年輕的成員，心臟病發作。[216]
- 芭芭拉·布利達（Barbara Blida），57歲，波蘭政治家，槍殺身亡。[217]
- 波莉·希爾，100歲，美國園藝家，波莉·希爾植物園創始人。[218]
- 萊斯·傑克遜（Les Jackson），86歲，英國板球運動員，德比郡和英格蘭的快速中型投球手。[219]
- 亞瑟·米爾頓（Arthur Milton），79歲，英國運動員，最後一個為英格蘭踢足球和板球的人，心臟病發作。[220]
- 約翰尼·帕金斯（Johnny Perkins），54歲，美國國家橄欖球聯盟（American National Football League）紐約巨人隊（New York Giants）球員，心臟手術后併發症[221]
- 鮑比·彼克特（Bobby Pickett），69歲，美國一擊奇跡歌手（“Monster Mash”），白血病。[222]
- 埃德加·維斯涅夫斯基（Edgar Wisniewski），76歲，德國建築師。[223]

### 26日
- Ardhendu Das，96歲，印度板球運動員。[224]
- Florea Dumitrache，58歲，羅馬尼亞足球運動員，消化道出血。[225]
- 沃爾夫岡·格瓦爾特（Wolfgang Gewalt），78歲，德國動物學家，杜伊斯堡動物園園長（1966-1993）。[226]
- 琳賽·休斯（Lindsey Hughes），57歲，英國倫敦大學學院俄羅斯歷史教授，癌症。[227]
- 亨利·勒唐（Henry LeTang），91歲，美國編舞家。[228]
- 傑克·瓦倫蒂（Jack Valenti），85歲，美國電影協會主席（1966-2004），中風併發症。[229]

### 27日
- 艾爾·亨特·阿什頓（Al Hunter Ashton），49歲，英國演員兼編劇，心力衰竭。[230]
- 斯瓦托普盧克·貝內斯，89歲，捷克演員。[231]
- 卡雷爾·迪倫（Karel Dillen），81歲，比利時政治家，佛蘭德利益黨創始人。[232]
- 比爾·福雷斯特（Bill Forester），74歲，美國橄欖球運動員。[233]
- 瑪格達·格伯（Magda Gerber），90年代，匈牙利出生的美國教育家。[234]
- Raymond Guégan，85歲，法國自行車手。[235]
- 基里爾·拉夫羅夫（Kirill Lavrov），81歲，俄羅斯演員，長期患病。[236]
- 姆斯季斯拉夫·罗斯特罗波维奇，80歲，俄羅斯大提琴家和指揮家，腸癌。[237]
- 羅伯特·韋伯（Robert E. Webber），73歲，美國學者，研究基督教敬拜更新、胰腺癌的作家。[238]

### 28日
- 貝琳達·比德韋爾（Belinda Bidwell），71歲，甘比亞政治家，國民議會議長。[239]
- 勞埃德·克勞斯（Lloyd Crouse），88歲，加拿大政治家，進步保守黨議員（1957-1988），新斯科舍省副省長（1989-1994）。[240]
- 路易吉·菲利波·達米科（Luigi Filippo D'Amico），82歲，義大利電影導演。[241]
- 達布斯·格裡爾（Dabbs Greer），90歲，美國演員（《綠英里》（The Green Mile）、《草原上的小房子》（Little House on the Prairie）、《奪屍者入侵》（Invasion of the Body Snatchers）。[242]
- 安東尼·蘭伯特爵士（Sir Anthony Lambert），96歲，英國外交官。[243]
- René Mailhot，64歲，加拿大廣播電臺的加拿大記者，肺炎。[244]
- 湯米·紐森（Tommy Newsom），78歲，美國音樂家，來自《今夜秀》（The Tonight Show），癌症。[245]
- 大衛·特恩布爾，92歲，美國材料科學家。[246]
- 卡尔·冯·魏茨泽克，94歲，德國物理學家和哲學家。[247]
- 伯莎·威爾遜（Bertha Wilson），83歲，加拿大人，是第一位女性最高法院法官，患有阿爾茨海默病。[248]

### 29日
- 喬治·阿米內爾（Georges Aminel），84歲，法國演員和配音演員。[249]
- 米爾特·博切克（Milt Bocek），94歲，美國棒球運動員。[250]
- 奧克塔維奧·弗里亞斯（Octavio Frias），94歲，巴西出版業巨頭，腎衰竭。[251]
- 喬什·漢考克（Josh Hancock），29歲，聖路易斯紅雀隊的美國棒球救援投手，車禍。[252]
- 唐納德·P·萊（Donald P. Lay），80歲，美國第八巡迴上訴法院法官（1966-2006）。[253]
- 迪克·莫茨（Dick Motz），67歲，紐西蘭板球運動員。[254]
- 约瑟夫·内雷特，83歲，海地法官和政治家，海地總統（1991-1992），肺癌。[255]
- Arve Opsahl，85歲，挪威演員，心力衰竭。[256]
- 喬治·平克爵士，82歲，英國婦產科醫生。[257]
- 伊維卡·拉坎，63歲，克羅埃西亞總理（2000-2003），癌症。[258]
- 李·羅伯森（Lee Roberson），97歲，美國田納西天普大學創始人。[259]

### 30日
- 愛德華·F·博伊德（Edward F. Boyd），92歲，百事可樂的美國行銷主管，他避免了廣告中的種族刻板印象。[260]
- 湯姆·卡特賴特（Tom Cartwright），71歲，英國板球運動員，心臟病發作併發症。[261]
- 格雷戈里·勒马夏尔（Grégory Lemarchal），23歲，法國歌手，法國明星學院冠軍，囊性纖維化。[262]
- Bernard Marszałek，31歲，波蘭近海摩托艇運動員，2003年世界冠軍，2004年歐洲錦標賽亞軍，哮喘。[263]
- 凱文·米切爾（Kevin Mitchell），36歲，三藩市49人隊（第二十九屆超級碗）和華盛頓紅人隊的美式橄欖球運動員，心臟病發作。[264]
- 格裡沙·奧斯特洛夫斯基（Grisha Ostrovski），88歲，保加利亞電影導演。[265]
- 湯姆·波斯頓（Tom Poston），85歲，美國演員（紐哈特，莫克和明迪，學院向上），艾美獎得主（1959年）。[266]
- 克勞德·桑德斯（Claude Saunders），95歲，加拿大賽艇運動員，全國奧運選手中年齡第二大。[267]
- 戈登·斯科特（Gordon Scott），80歲，美國演員，在六部電影（1955-1960）中飾演泰山，手術併發症。[268]
- 佐拉·泰勒（Zola Taylor），69歲，美國歌手，The Platters成員（1954-1964），肺炎併發症。[269]